# Pérez Castellanos

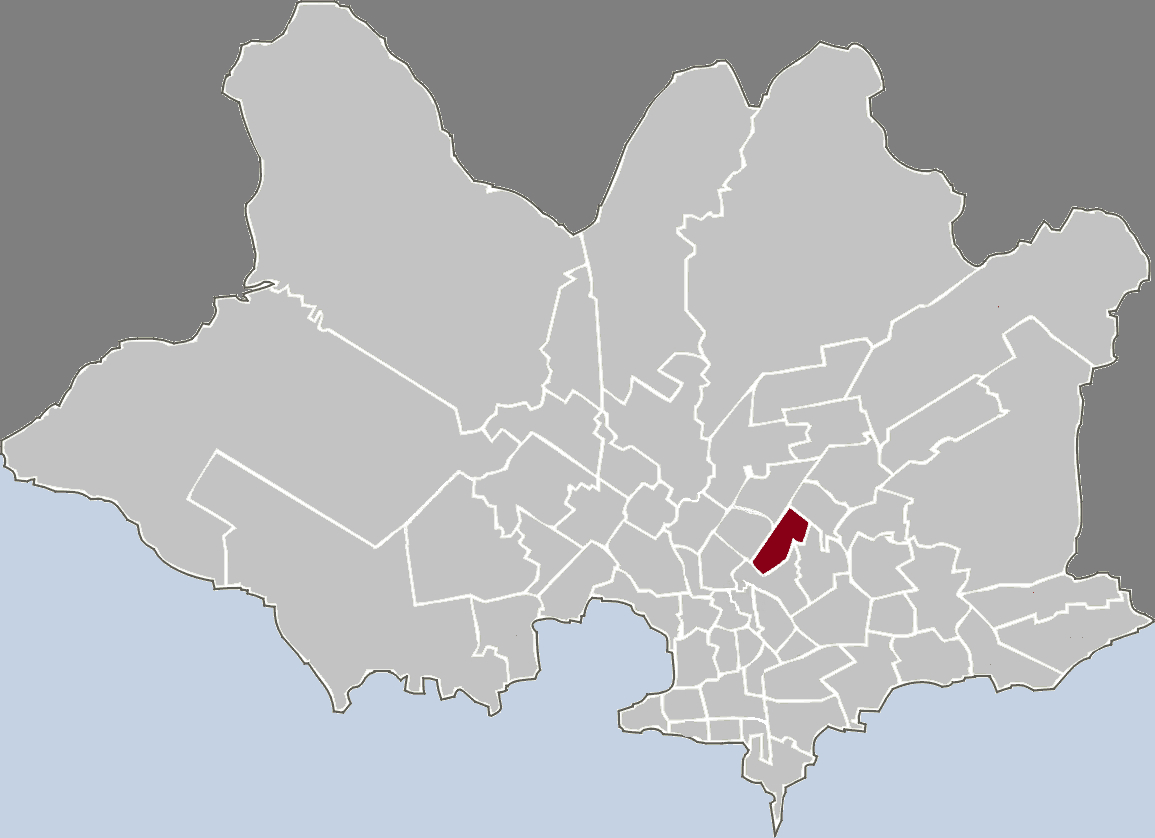
Lage von Castro - Castellanos in Montevideo

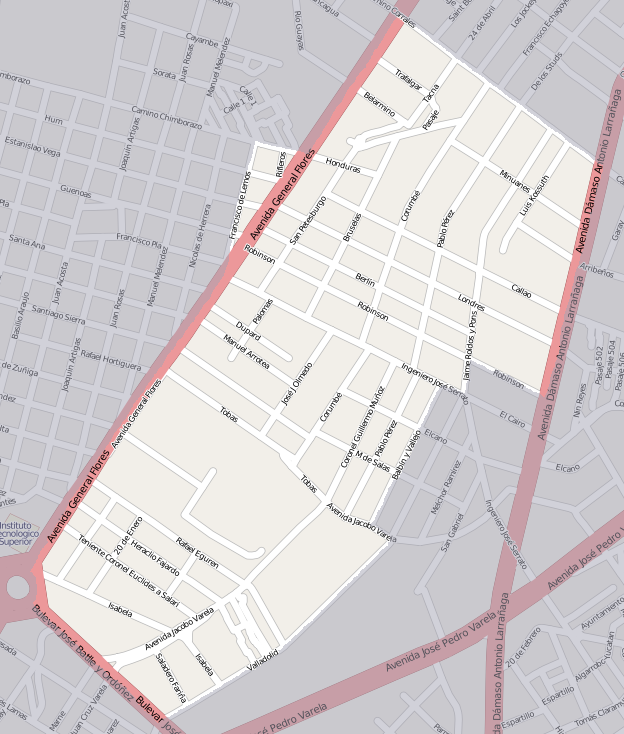
Plan von Castro - Castellanos

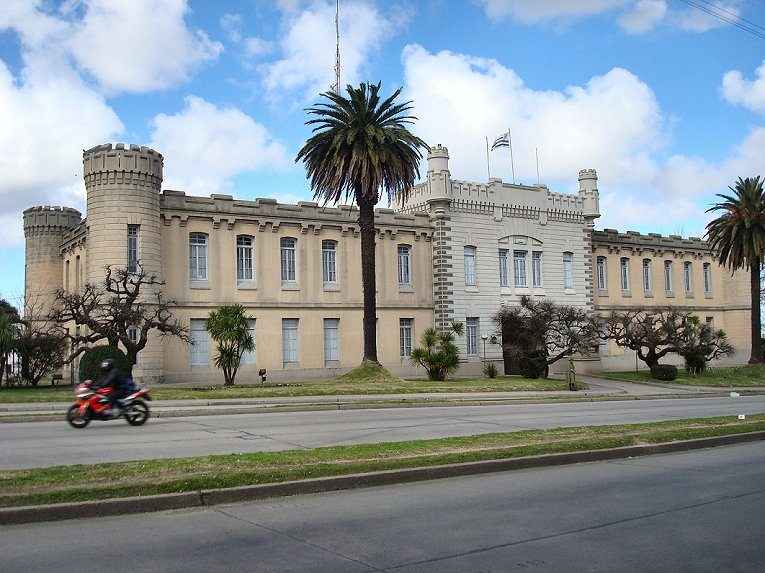
Cuartel del Regimiento Blandengues de Artigas

Pérez Castellanos oder Castro - Pérez Castellanos ist ein Stadtviertel (Barrio) der uruguayischen Hauptstadt Montevideo.

## Lage
Das von dem Instituto Nacional de Estadística (INE) als Castro Castellanos geführte Viertel grenzt an die Stadtteile Brazo Oriental (Westen), Cerrito de la Victoria (Westen), Las Acacias (Nordwesten), Ituzaingó (Nordosten), Villa Española (Osten) und Mercado Modelo y Bolívar (Südosten/Süden). Begrenzt wird das Barrio durch die folgenden Straßen: Avenida General Flores, Camino Corrales, Juan De Garay, Robinson, Ing José Serrato, Balbin y Vallejo, Valladolid und Bulevar Batlle y Ordóñez. Orestes Araújo beschreibt das als Pérez Castellanos bezeichnete Viertel als am Fuße von Cerrito de la Victoria befindlich. Dort sei es ein Cuadra vom Camino Goes entfernt an der Calle Industria bis zum Arroyuelo del Cerrito gelegen.

## Verwaltung
In der neuerdings für Montevideo vorgenommenen Einteilung in Municipios und Centros Comunales Zonales ist Pérez Castellanos in das Municipio D und die CCZ 11 eingegliedert.

## Geschichte
Das Barrio Pérez Castellanos wurde von Francisco Piria gegründet.

## Infrastruktur
Im Stadtteil befindet sich das 1937 eröffnete, rund 6000 Zuschauer fassende Stadion Parque Carlos Angel Fossa nahe dem Cuartel del Regimiento Blandengues de Artigas.